# Gymnastik- och idrottshögskolan

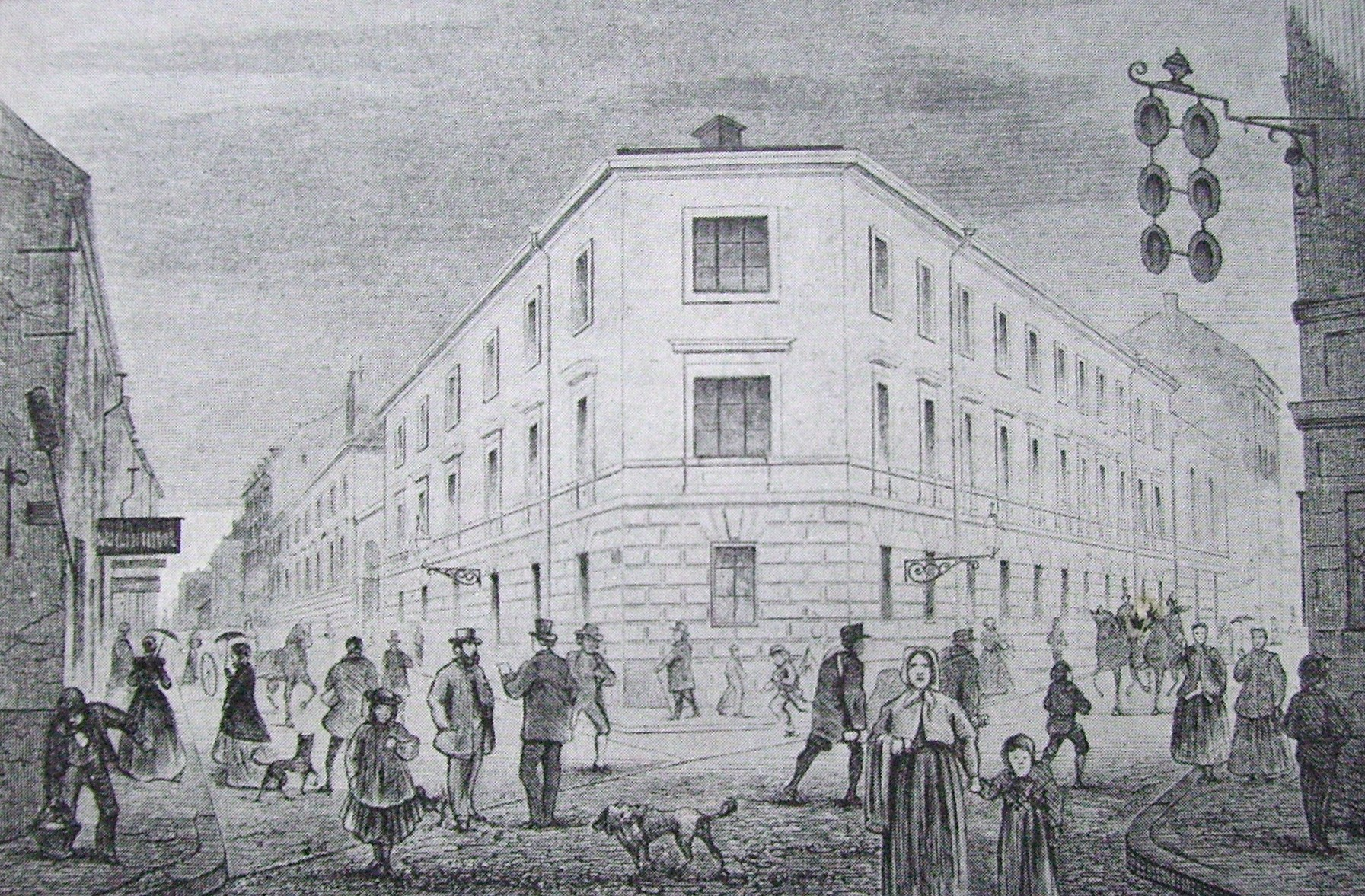
GCI tecknad av S. Hallbeck 1866.

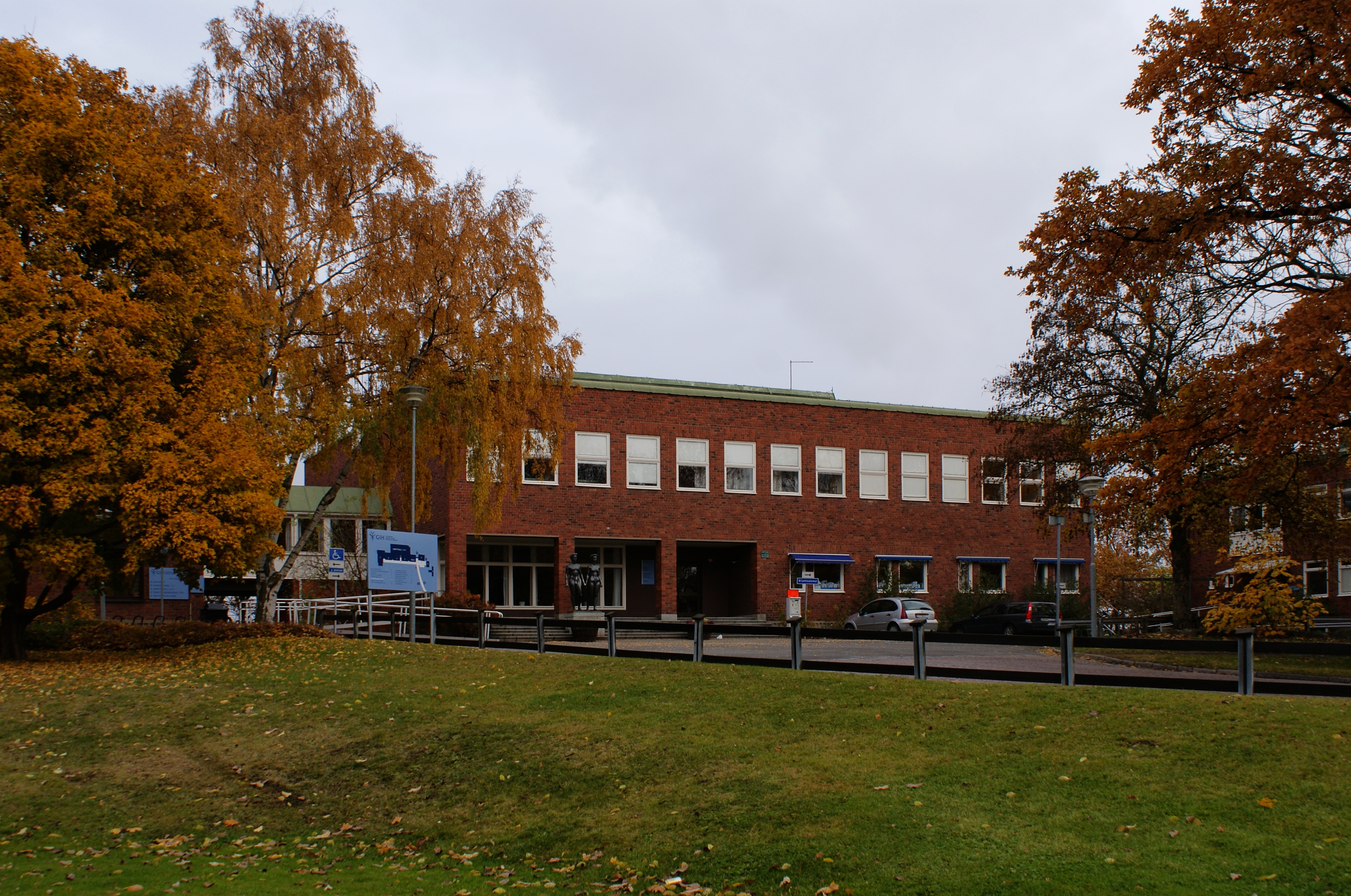
Huvudentrén för Gymnastik- och idrottshögskolan i Stockholm.

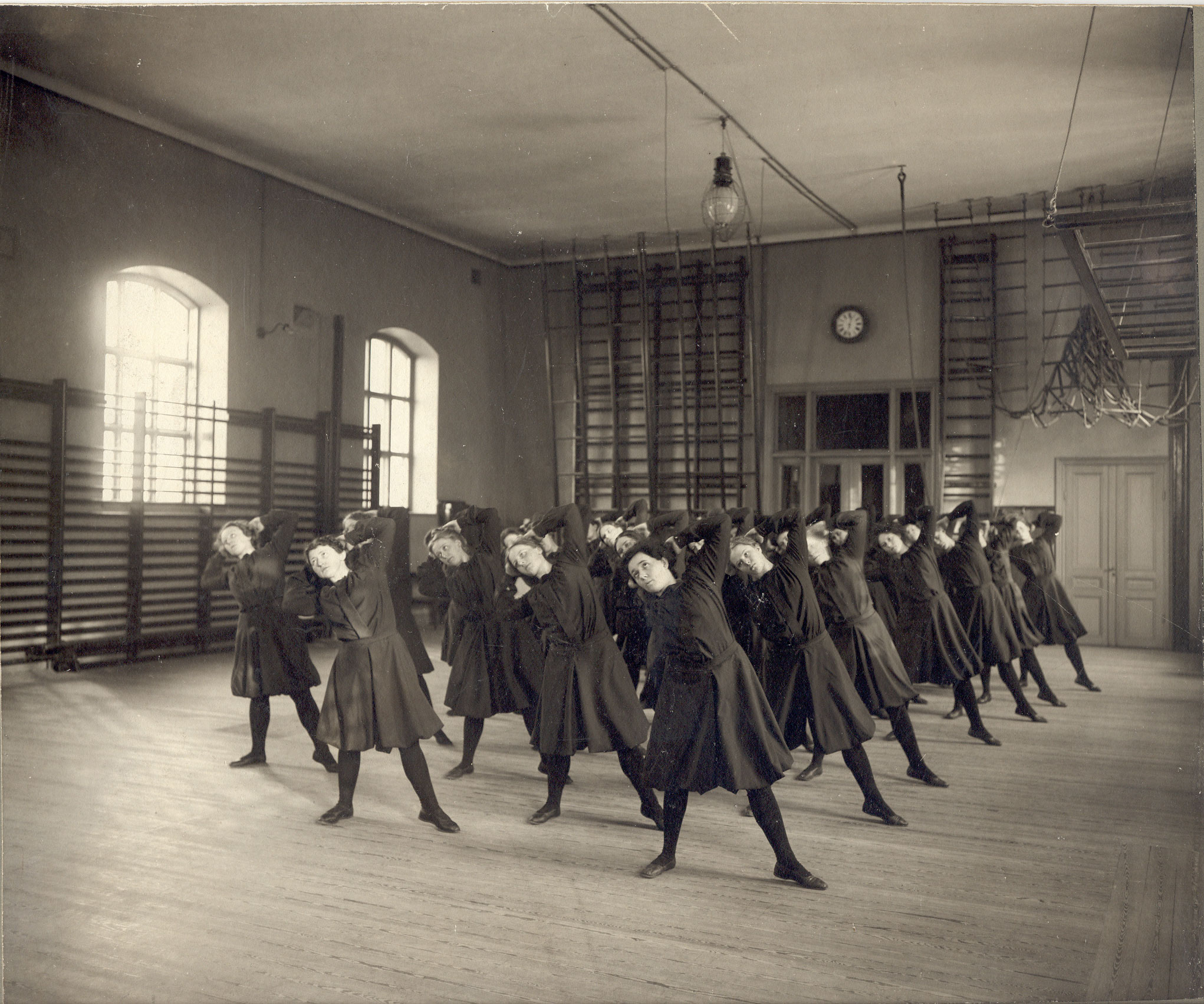
Linggymnastik vid Gymnastiska Centralinstitutet (idag GIH) kursen 1903-1904.

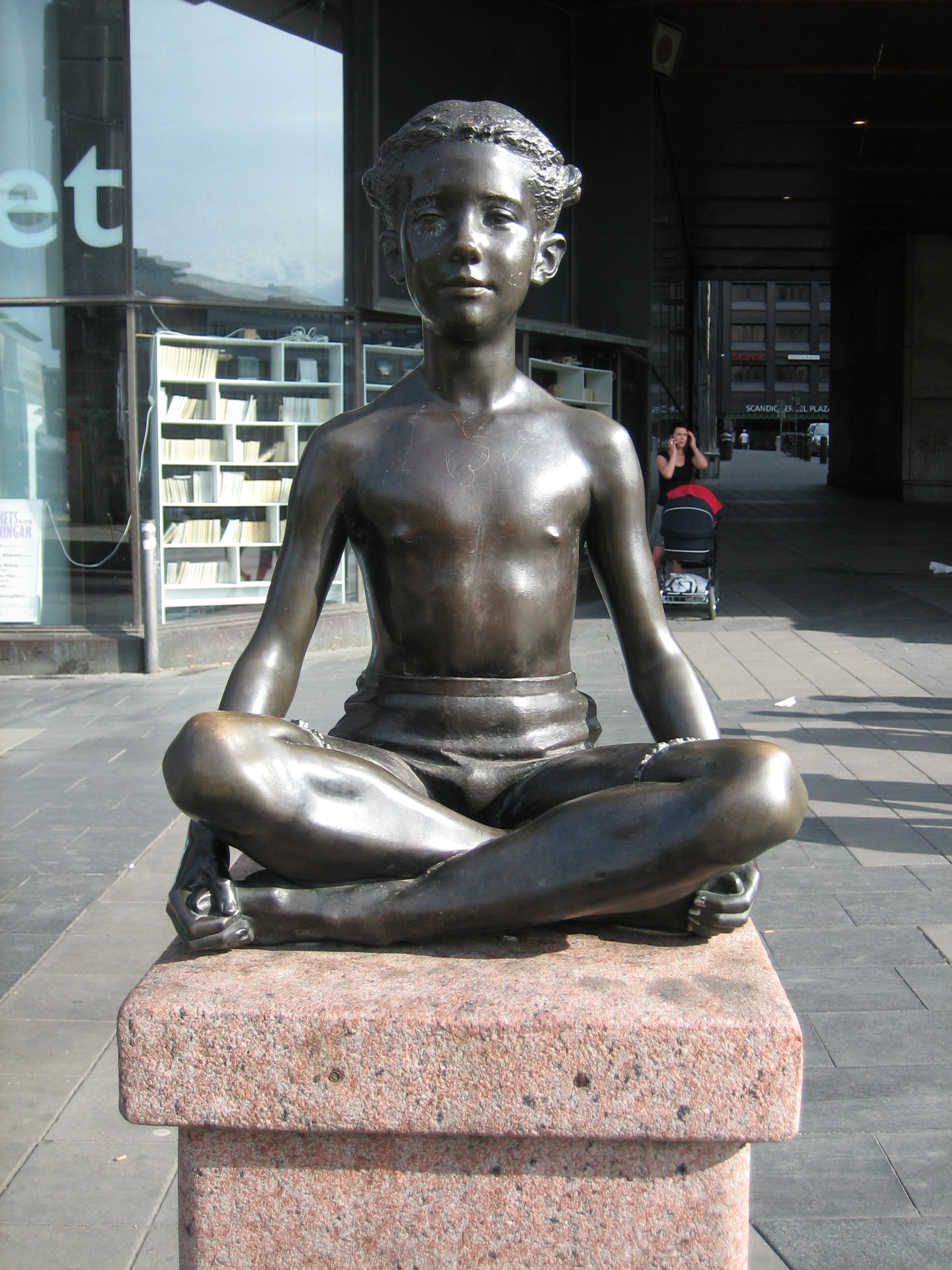
Peter Lindes skulptur "Korssittande flicka" vid den plats på nuvarande Sergels torg i Stockholm där Kungl. Gymnastiska Centralinstitutet (numera Gymnastik- och idrottshögskolan, GIH) låg åren 1813-1944.

Gymnastik- och idrottshögskolan (förkortning GIH) är en svensk statlig högskola i Stockholm. På GIH bedrivs högskoleutbildning för lärare i idrott och hälsa, tränare, hälsovetare, psykologer och studenter på  Sport Management och hälsomanagement. Utbildningen innehåller såväl teoretiska som praktiska kursmoment. Sedan 2011 har även GIH examensrätt på forskarutbildningsnivå. Idag går cirka 1 400 studenter på GIH och här arbetar cirka 160 anställda. GIH är beläget i Kungliga nationalstadsparken.

## Historik
GIH är världens äldsta högskola för kroppsövningar. Den grundades av Pehr Henrik Ling efter kungligt tillstånd från Karl XIII den 5 maj 1813, och hette då Kungliga Gymnastiska Centralinstitutet (GCI). Utbildningen öppnades för båda könen från 1864. Vid GCI utvecklades Ling-gymnastiken, som fick stor spridning i Sverige och internationellt. 
GCI låg 1813–1945 vid nuvarande Sergels torg, och flyttades till Stadionhöjden där ett nybyggt GCI invigdes våren 1945. Därmed hamnade GCI mitt i den idrottshistoriskt unika Idrottsparken.
År 1966 ändrades namnet till Gymnastik- och idrottshögskolan (GIH), att namnbyte som återspeglade gymnastikens tillbakagång och idrottens allt större utbredning. Detta år startade också GIH i Örebro, där de båda högskolorna på regeringens uppdrag skulle råda bot på idrottslärarbristen i Sverige.
De båda skolorna i Stockholm och Örebro lydde under samma stadga fram till högskolereformen 1977, då GIH i Stockholm uppgick i Högskolan för lärarutbildning i Stockholm, och GIH i Örebro flyttades in under högskolan i Örebro. År 1993 utbröts åter Idrottshögskolan i Stockholm (IH) som självständig högskola och 2005 återtogs namnet Gymnastik- och idrottshögskolan.
I samband med GCI/GIH:s 175-årsjubileum inrättades Lingloppet från Pehr Henrik Lings gravplats vid Haga-Brunnsviken via Sergels torg, där GCI låg, och vidare upp till GIH:s nuvarande placering vid Stadionhöjden.
En liten skulptur, Korssittande flicka, finns framför Kulturhuset i korsningen av Hamngatan och Sveavägen i Stockholm, där en gång GCI låg. Den är skapad av Peter Linde och tillkom vid GCI/GIH:s 175-årsjubileum 1988. I juni 2018 blev denna bronsskulptur och flera andra stulna ur ett förråd, där de förvarades under tiden markarbeten utfördes på deras ordinarie platser. 
Under 2013 firades 200-årsjubileet med olika aktiviteter, seminarier och en högtidlighet på Stadshuset inför årsdagen den 5 maj, där GIH-alumnen Pia Sundhage promoverades till hedersdoktor.

## Verksamhet
GIH:s verksamhet rymmer hela fältet fysisk aktivitet, med dess uppdelning i olika kluster av rörelsekulturer med olika meningsfullheter (se nedan modell). GIH:s historiska botten ligger inom Linggymnastiken, sedan kom idrotten in, och numera undervisas vid GIH inom alla dessa kluster av rörelsekulturer. Modellen av fältet fysisk aktivitet är skapad vid GIH.
Skolans utbildningar är grundläggande högskoleutbildning i idrott och hälsa för grundskolan och gymnasiet, hälsopedagogprogrammet, tränarprogrammet och Sport Management samt tränarprogrammet. Utmärkande för GIH:s utbildningar är att de är både teoretiska och praktiska, vilket innebär att de tillbringar mycket studietid utomhus på olika friluftsutflykter och i skolväsendet. Inom forskning är GIH framgångsrik vad gäller det mångvetenskapliga angreppssättet inom avancerad forskning inom idrott och hälsa.
En internationellt känd profil bland GCI-GIH:s lärare är Viktor Balck, kallad den svenska idrottens fader, och medlem i den första Internationella Olympiska Kommittén.
Avgörande för utvecklingen av GIH:s forskning under 1900-talet var rekryteringen av gymnastikläraren och arbetsfysiologen Erik Hohwü-Christensen från Danmark 1941. Därmed kom den vetenskapligt mycket starka Lindhardskolan, som utvecklats sedan 1909 i Köpenhamn, att påverka GIH:s utveckling. Uppmärksammad forskning historiskt har varit den som utfördes av professor Per-Olof Åstrand. Han är huvudförfattare till den bok,"Textbook of Work Physiology", som länge var den arbetsfysiologiska bibeln, och han var en av nyckelpersonerna för att utveckla det så kallade Åstrandtestet. Detta test nyttjar Monarks cykelergometer, vilken utvecklades av Wilhelm von Döbeln och Harry Hagelin vid GCI/GIH:s fysiologiska institution. En annan känd forskare med rötter vid denna högskolas fysiologiska institution var arbetsfysiologen Bengt Saltin. Till hans minne har GIH skapat "Professor Bengt Saltins minnesfond". 
En på sin tid mycket omtalad arbetsfysiologisk studie vid GIH var när sex unga män gick 150 mil på skidor längs hela svenska fjällskedjan, benämnd "Fjällmarsch TranTre" år 1978. Den var initierad av Peter Schantz som var amanuens vid den fysiologiska institutionen vid GIH/Karolinska Instiutet. 
Under senare tid har internationellt sett stark forskning bedrivits av professor Kent Sahlin. Hans huvudintresse har gällt mitokondriers funktion under fysisk träning.
Betydelsefull för utvecklingen av det idrottspedagogiska fältet vid GIH var professor Lars-Magnus Engström. Han skapade bland annat en omfattande studie av skola, idrott och hälsa (SIH) tillsammans med projektledaren Suzanne Lundvall. Till hans minne har GIH skapat "Professor Lars-Magnus Engströms minnesfond".
Nutida uppmärksammad forskning handlar bland annat om stillasittande och hälsa, hjärnhälsa, och fysiskt aktiv arbetspendling, LIV-studien - en nationell undersökning av svenska folkets konditionsvanor och rörelsemönster, Scapis-studien – svensk studie på 30 000 personer för att finna riskfaktorer till hjärtinfarkter samt kärl- och lungsjukdomar samt Hälsoprojektet – fokus på äldres träning.

## Föreståndare
- 1813–1839 – Pehr Henrik Ling
- 1839–1862 – Lars Gabriel Branting
- 1862–1887 – Gustaf Nyblæus
- 1887–1907 – Lars Mauritz Törngren
- 1907–1909 – Viktor Balck
- 1909–1924 – Nils Sellén
- 1924–1927 – Sten Drakenberg
- 1927–1930 – Karl Rignell
- 1930–1937 – Gerhard Winroth
- 1937–1945 – Adolf H. Johnsson
- jul–sep 1945 – Bertil G:son Uggla
- 1945–1946 – Nils Hellsten
- 1946–1956 – Erik Hohwü-Christensen
- 1956–1977 – Paul Högberg
- 1977–1989 – Stina Ljunggren
- 1989–1992 – Gustaf Hansson
- 1992–1996 – Arne Ljungqvist
- 1996–2002 – Ingemar Wedman
- 2002–2004 – Per Nilsson
- 2005–2009 – Mats Ericson
- 2009–2009 – Suzanne Lundvall
- 2009–2018 – Karin Henriksson-Larsén
- 2018 – Per Nilsson

## Hedersdoktorer
- 2013 - Pia Sundhage
- 2016 - Professor emeritus David Costill
- 2018 - Dr Fransesca Racioppi
- 2018 - Professor emeritus Lars Kardell
- 2020 - Gymnastikdirektör Artur Forsberg
- 2022 - Professor Bente Klarlund Pedersen
- 2022 - Professor emeritus Richard Tinning

## Alumni
Personer som gått på GCI/GIH är bland annat Elin Falk, Sally Högström, Karolina Widerström, Ann-Sofi Colling, Prinsessan Birgitta, Irma Åstrand, Harriet Wallberg, Lotta Hedström, Pia Sundhage, Elin Ekblom Bak, Lars Gabriel Branting, Henrik Kellgren, Oscar Holtermann, Viktor Balck, Per-Olof Åstrand, Sven Tumba, Lars-Magnus Engström, Bosse Parnevik, Anders Gärderud, Lars Lagerbäck, Anders Hedberg, Peter Schantz, Sven-Åke Lundbäck, Eric Hamrén, Hans-Christer Holmberg, Suzanne Lundvall, Pär Mårts, Jim Brithén och Uno Sanli.